# 20 mm оръдие Oerlikon
Семейство 20 mm автоматични оръдия „Оерликон“ (понякога се използва и „Ерликон“) са семейство зенитни и авиационни малокалибрени автоматични оръдия с калибър 20 mm.

## Тактико-технически характеристики
20 mm автоматичното зенитно оръдие образец 1934 г.:
- Маса на

- оръдието – 68 kg;
- снаряда – 120 g;

- Досегаемост

- по височина – 3 km;
- по далечина – 4,4 km;

- Скорострелност– 450 изстрела в минута.

## Предистория
В хода на Първата световна война немският инженер Рейнхолд Бекер разработва автоматично оръдие с калибър 20 mm с използване на ефективен способ за презареждане. В оръдието се използва патрон калибър 20×70 mm, скорострелността му достига 300 изстрела в минута. Новото оръжие намира използване в качеството на модификации за авиационно и зенитно оръдие, но не успява да повлияе особено на хода на бойните действия, тъй като войната вече е към своя край.
В съблюдение на забраните за разработка на оръжия в Германия, наложени ѝ от Версайския договор, патента за изобретение заедно с конструкторските работи са преместени в швейцарската фирма SEMAG (на немски: Seebach Maschinenbau Aktien Gesellschaft), разположена в Цюрих. SEMAG усъвършенства оръдието на Бекер и през 1924 г. изготвя вариант под по-мощен патрон 20×100 mm с увеличена скорострелност, достигаща вече 350 изстрела в минута.

## Разработка
Обаче през същата година SEMAG фалира. Фирмата „Оерликон“, кръстена на мястото, където е разположена – предградие на Цюрих, придобива всички права за разработката на оръдието, производствените мощности и получава готов колектив от квалифицирани работници, служители на SEMAG. Конструктор на новата модификация става австрийския инженер, бивш военен пилот, изобретател и рационализатор Антуан Газда. Едновременно Газда изпълнява и ролята на посредник между британската страна и американците в организацията на серийно производство на оръдията в САЩ за Британската империя.
В САЩ, изплащайки лицензионните такси, фактически е разработена собствена модификация, значително опростена по сравнение с швейцарския първообраз (както и всички други образци американско въоръжение и военна техника, създавани по лиценз на основата на чуждестранни модели) с цел опростяване на обслужването и експлоатацията, а също и ускорение на производството, тъй като технологично по-простите американски модификации са много по-прости не само в ежедневната експлоатация, но и за производство. Изпитанията на пробната партия „ерликони“, купени за запознаване с тях от Главното управление по въоръженията на Армията на САЩ на английски: United States Army Ordnance Corps, преминават на Абърдинския изпитателен полигон (също там се изпробват 23 mm датски „Мадсен“, 20 mm немски „Rheinmetall“ и 20 mm френски „Hispano-Suiza“, – образци „Ерликон“ и „Испано-Сюиза“ са взети за временно ползване от Главното управление по въоръжения на флота).

## Производство
Лицензирано (с изплащане на съответните лицензионни плащания на собственика на патента – компанията Werkzug Mashinenfabrik Oerlikon) и нелицензионно производство на 20 mm оръдия „Оерликон“, освен компанията-разработчик, извършват следните компании:

### САЩ
Доставчици от първа ръка (държавен сектор)
- Уотървлитски арсенал на Армията на САЩ на английски: US Army Watervliet Arsenal (производство и рифление/нарязване/ на стволове);[5]

Доставчици от първа ръка (частен сектор)
- Hudson Motor Car Company (33201 корабни установки за флота; връх на производството – 2330 оръдия на месец, септември 1943 г.);[6]
- General Motors Corporation, Pontiac Motor Division;[7][8]
- Westinghouse Electric Manufacturing Company.[9]

Компанията „Хъдзън“ изпреварва производствения план за производство на оръдията в пъти. При завода на „Понтиак“ е организирана общовойсково училище за подготовка на технически специалисти по експлоатацията и обслужването на зенитната артилерия тип „Ерликон“ и „Бофорс“. Освен това, инженерите на „Понтиак“ внасят редица малки конструктивни изменения по молба на военните, в частност преправят раменния приклад за по-добро поемане на отката, а също задната стойка на прицела за прицелване с лявото око.

### Великобритания
Контрафактно производство на сходно по конструкция оръдие е организирано от британския контрабандист Денис Кендал в завода в Грантъм, графство Линкълншър, за изтребителите на Кралските военновъздушни сили на Великобритания.

## Развитие
Към 1927 г. фирмата „Ерликон“ разработва и пуска в серийно производство модел, наречен Оерликон S (три години по-късно станал просто 1S).
Създаден под по-мощния патрон 20×110 mm и характеризиращ се с по-високата начална скорост на снаряда от 830 m/s, което е съпроводено с увеличение на масата на конструкцията и намаляване на скорострелността до 280 изстрела в минута. Така оръжейниците реагират на бързо изменящите се изисквания на новото време, което се нуждае при този вид оръжие преди всичко от повишаване на именно на началната скорост на снаряда, чувствително увеличаваща бронепробиваемостта и превърнало ерликоните не само в авиационно, но и противотанков модел малокалиберено оръдие. По същество, новият ерликон успешно поразява практически всички видове съвременни към този момент танкове, да не говорим за танкетките.
През 1935 г. швейцарците правят още една качествена свъпка в развитието на авиооръдията. Новият вид оръдие „Flügelfest“ – (flügelfest – „крилево“ модификация на оръдието) получава три варианта с обозначенията „FF“, „FFL“ и „FFS“.
Подобрение в оръдията е намаляване на масата на изделието, увеличение на скорострелността и началната скорост на снаряда. Впрочем, презареждането във въздуха все още си остава труднопреодолимо препятствие, затова боекомплектът е увеличен чрез просто увеличение на вестимостта на пълнителите. Произвеждани са варианти за 45, 60, 75 и 100 патрона, от които най-популярен е 60-патронният вариант.
През 1930-те години редица фирми от различни страни купуват лиценза за новите ерликони. Френската „Испано-Сюиза“ започва производство на своя модификация „FFS“. Германия развива ерликон FF до доста успешния модел авиационно оръдие MG FF. Японският императорски флот приема на въоръжение „ерликоните“ Тип 99 – 1 и 99 – 2, представляващи развитие на моделите „FF“ и „FFS“.

## Оператори
- Кения – известен брой оръдия Oerlikon остават на въоръжение, по състояние към 2021 г.[14]

## Употреба във въоръжени конфликти и войни

### Втора световна война
Качественно подобрената серия „FFS“ „Оерликон“ създава през 1938 г. (Оерликон-SS). Тази модел и особено нейната разновидност от периода вече на Втората световна война (1SS – 1942 г., 2SS – 1945 г.) дават скорострелност до 650 изстрела в минута. Този модел масово се използва на корабите на американския и английския флот в качеството на зенитно оръдие. Също така модифициран вариант се монтира в открит въртящ се турел на бавнолетящия противолодъчен самолет – „ловец на подводници“, в качеството на негово основно стрелково-пушечно въоръжение.
В хода на Втората сверовна война се изяснява ниската ефективност на зенитните автомати калибър 20 – 25 mm. Поразяващото действие на малокалибрения снаряд на „Ерликона“ е прекалено незначително и недостатъчно за надежното унищожаване даже на изтребител, да не говорим за бомбардировач, а скорострелността на автоматите от онова време не осигурява исканата плътност на огъня. Далечината на стрелба позволява да се обстрелва авиация само на близка дистанция, често след това, откакто самолетите вече са използвали своето оръжие. Вече през 1943 г. единичния зенитен автомат е признат за недостатъчно ефективно средство за противовъздушна отбрана. За това, например, все по-често ерликоните се използват в сдвоена комплектация.

## Войната в Афганистан (1979 – 1989)
В хода на Афганската война е документирано използването на ерликони от отряди на афганистанските муджахидини. Първите доставки на ерликони са фиксирани през януари 1985 г.

На 12 юли 1987 г. групата със специално преназначение на 186-и отделен отряд със специално предназначение на 22-ра обрспн, под командването на старши лейтенант Олег Онищук, унищожава керван, в който, освен няколко десетки единици стрелково въоръжение, няколко миномета, гранатомета и множество боеприпаси, е взето от противника и 20 mm автоматично зенитно оръдие „Оерликон“ с пълна комплектация и със съпътстващата го документация. За това Онищук е награден с ордена Червено знаме.

## В масовата култура
Във филма „Гърмът и Леката стъпка“ героят на Клинт Истууд използва 20-мм оръдие „Ерликон“ при обир.